# Partei der Deutschen Litauens
Die Partei der Deutschen Litauens (PDL) war eine Partei der deutschen Minderheit in Litauen von 1920 bis 1935.
Anfang 1920 wurde die PDL im Vorfeld der Wahl zur Verfassunggebenden Versammlung gegründet. Bei der Wahl zur Verfassunggebenden Versammlung erhielt sie 7235 Stimmen und ein Mandat. Die Partei war politisch in der Mitte des Spektrums angesiedelt und bürgerlich. Ihr Ziel war die Vertretung der deutschen Belange im Seimas. Sie forderte Kulturautonomie und Gleichberechtigung für die deutsche Bevölkerungsgruppe.
Der Partei gelang es nie, einen starken Parteiapparat aufzubauen. Sie trat hauptsächlich im Vorfeld von Wahlen in Erscheinung. Gründungsvorsitzender war Wilhelm Kruck, der später von Rudolf Kinder abgelöst wurde. Im Jahr 1935 wurde die Partei wegen Untätigkeit aus dem Vereinsregister gestrichen und dadurch aufgelöst.
| Wahl | Stimmen                          | Mandate | Abgeordnete                                                                            |
| ---- | -------------------------------- | ------- | -------------------------------------------------------------------------------------- |
| 1920 | 7.235                            | 1       | Rudolf Kinder (bis 18. Juni 1920), Oskar von Blücher (16. Juni bis 25. September 1920) |
| 1922 | 15.899                           | ./.     |                                                                                        |
| 1923 | (Wahlblock mit Russen und Juden) | 2       | Rudolf Kinder, August Rogall                                                           |
| 1926 | 11.858                           | 1       | Rudolf Kinder                                                                          |